# Аюб Гадфа
Аюб Гадфа Дріссі Ель-Айссауі (ісп. Ayoub Ghadfa Drissi El-Aissaoui; нар. 6 грудня 1998, Марбелья) — іспанський боксер, призер Олімпійських ігор, чемпіонатів світу та Європи серед аматорів.

## Аматорська кар'єра
Аюб Гадфа почав брати участь у міжнародних змаганнях з 2018 року. На Європейських іграх 2019 програв у першому бою Івану Верясову (Росія).
На чемпіонаті світу 2019 програв у другому бою Кашимбеку Кункабаєву (Казахстан).
На чемпіонаті світу 2021 програв у другому бою Найджелу Полу (Тринідад і Тобаго).
На чемпіонаті Європи 2022 став срібним призером.
- В 1/8 фіналу переміг Джамілі-Діні Абуду Мойндзе (Франція) — 5-0
- У чвертьфіналі переміг Давида Чалояна (Вірменія) — RSC R1
- У півфіналі переміг Ахмеда Хагага (Австрія) — 5-0
- У фіналі програв Нелві Тяфак (Німеччина) — RSC R2

На чемпіонаті світу 2023 став бронзовим призером.
- В 1/16 фіналу переміг Іфеані Оніквере (Нігерія) — 5-0
- В 1/8 фіналу переміг Герлона Конго (Болівія) — 5-0
- У чвертьфіналі переміг Ахмеда Хагага (Австрія) — 3-0
- У півфіналі не вийшов на бій проти Баходіра Жалолова (Узбекистан)

На Європейських іграх 2023 здобув дві перемоги, а у чвертьфіналі програв Нелві Тяфак (Німеччина) — 2-3.
На Олімпійських іграх 2024 завоював срібну медаль.
- У чвертьфіналі переміг Давида Чалояна (Вірменія) — 5-0
- У півфіналі переміг Джамілі-Діні Абуду Мойндзе (Франція) — 5-0
- У фіналі програв Баходіру Жалолову (Узбекистан) — 0-5